# モヒカン刈り

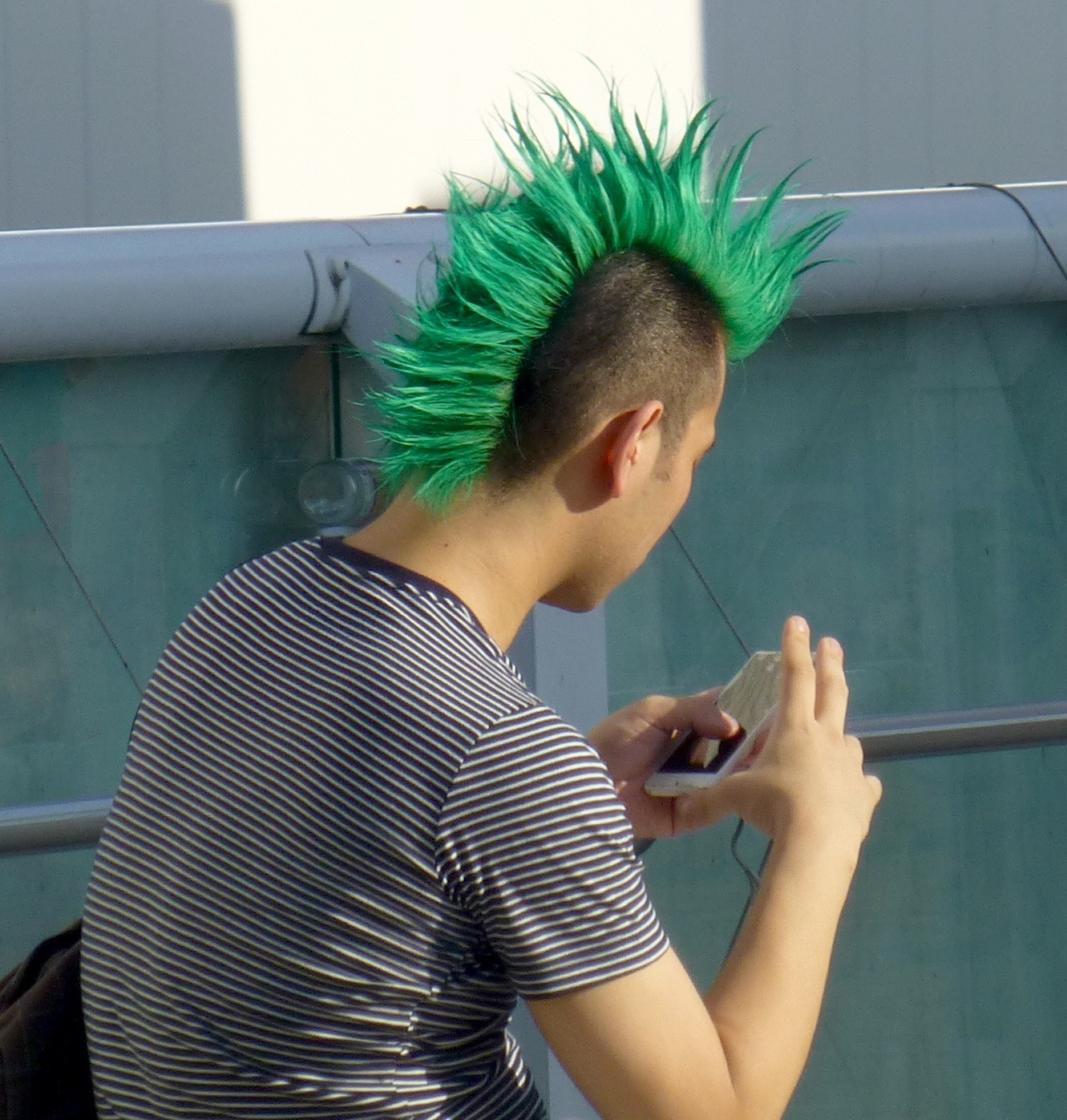
日本のモヒカン刈り

モヒカン刈り（モヒカンがり）は、髪型の一種。棟髪刈り（とうはつがり）とも。頭部の左右を丸刈りあるいは剃髪して中央部分の髪だけを残す髪型で、一見ニワトリのトサカのように見える。

## 呼称

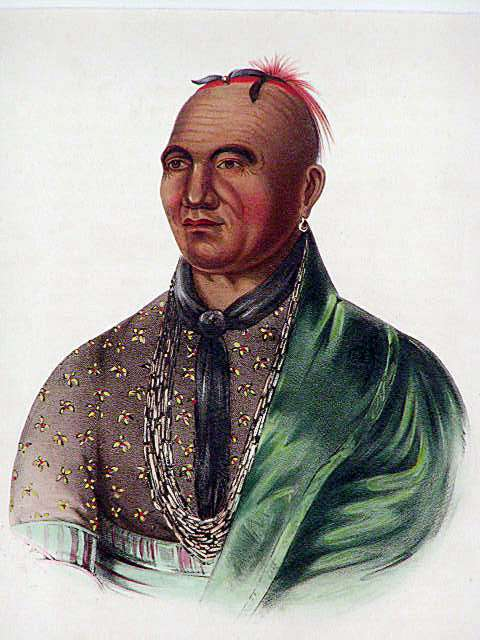
モホーク族の酋長、チャエンダネガー（英名ジョセフ・ブラント）

後述するように、北東部のアメリカ先住民には弓を射る際に邪魔にならないよう頭の両側を剃りあげる文化があった。
イギリス英語ではモヒカン刈り（Mohican hairstyle）だが、アメリカ英語ではモホーク族の髪型に由来するモホーク刈り（Mohawk hairstyle）の呼称が一般的である。ドイツ語、フランス語ではイロコイ刈り（独:Irokesenschnitt 仏:Crête iroquoise）となる。
日本ではイギリス英語からのモヒカン族に由来するモヒカン刈りが一般的である。しかし、日本におけるモヒカン刈りはパンク・ロックと共にイギリスから輸入された文化であり、実際のモヒカン族の文化との関連は薄い。19世紀の小説『モヒカン族の最後』は幾度も映像化されているが、そのうちイギリスBBCで1971年にテレビ放送された『モヒカン族の最後』は話題となり、主人公（モヒカン族）に敵対する悪役（ヒューロン族）の髪型が注目を集めた。この悪役と同様の髪型が、ドラマ題名からイギリスでモヒカン刈りと呼ばれるようになったとされる。

## 歴史
紀元前の時代から、戦士たちが相手を威嚇するためのモヒカン刈りにすることがあった。クローニーカバンマンの遺体の髪型、パジリク古墳群の壁画に描かれた戦士の髪型、またヘロドトスが記述するリビア北部の部族Macaiの髪型などである。
紀元後では、インディアンのポーニー族 (en) の間ではモヒカン刈りが行われていた他、16世紀のコサックのホホール人もサイドを剃ってトップを伸ばして結ぶ髪型をしていた。
第二次世界大戦中、アメリカ陸軍のフィルシー・サーティーンとして知られる部隊では、多くの隊員がモヒカン刈りにしていた。これはチョクトー族の血を引く部隊長のジェイク・マクニースが、戦場でのシラミ対策に有効な髪型として採用したものである。彼らはさらに航空機用の白黒の塗料を用いてインディアン風の戦化粧も施しており、マクニースは夜間での迷彩効果を期待したものと説明している。
しかし、現代的なスパイキーなモヒカン刈りは、特にロンドンのキングス・ロードにたむろしていた若者のストリートファッション（パンク・ファッション）から来ている。これは、1970年代にその原型が萌芽し、1980年代に派手な原色に染めたりスパイクのパターンも多様なモヒカン刈りが見られるようになった。
今日ではパンクに限らず様々な文化（ポップス音楽・ファッション、スポーツなど）で見ることができる髪型になっている。

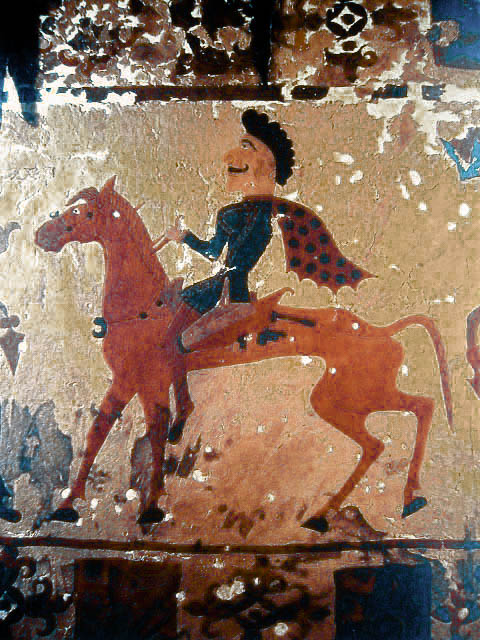
紀元前300年頃のパジリク古墳群に描かれた戦士
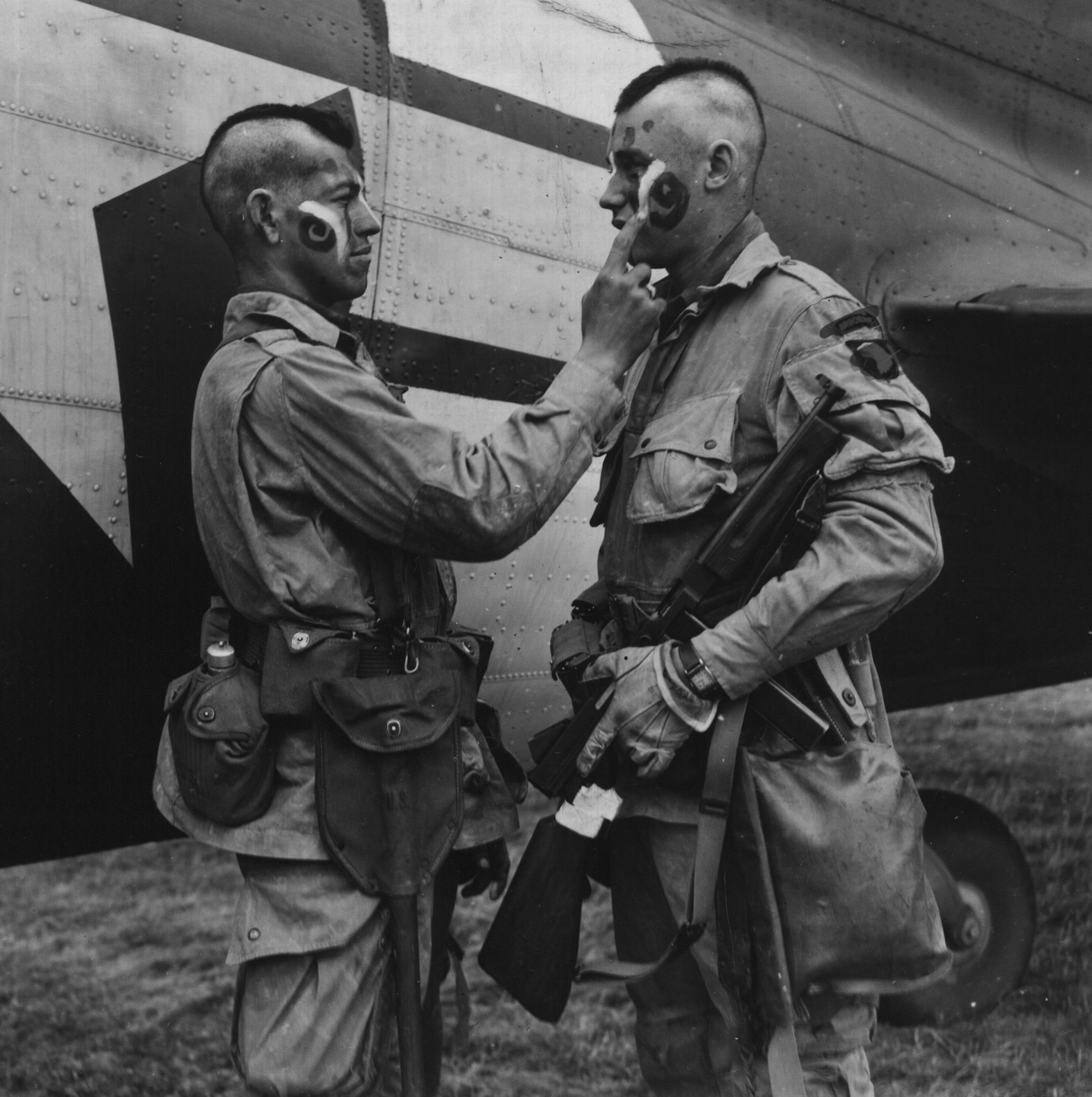
1944年のフィルシー・サーティーンの兵士。モヒカン刈りに加え、顔に戦化粧（ウォーペイント）を施している
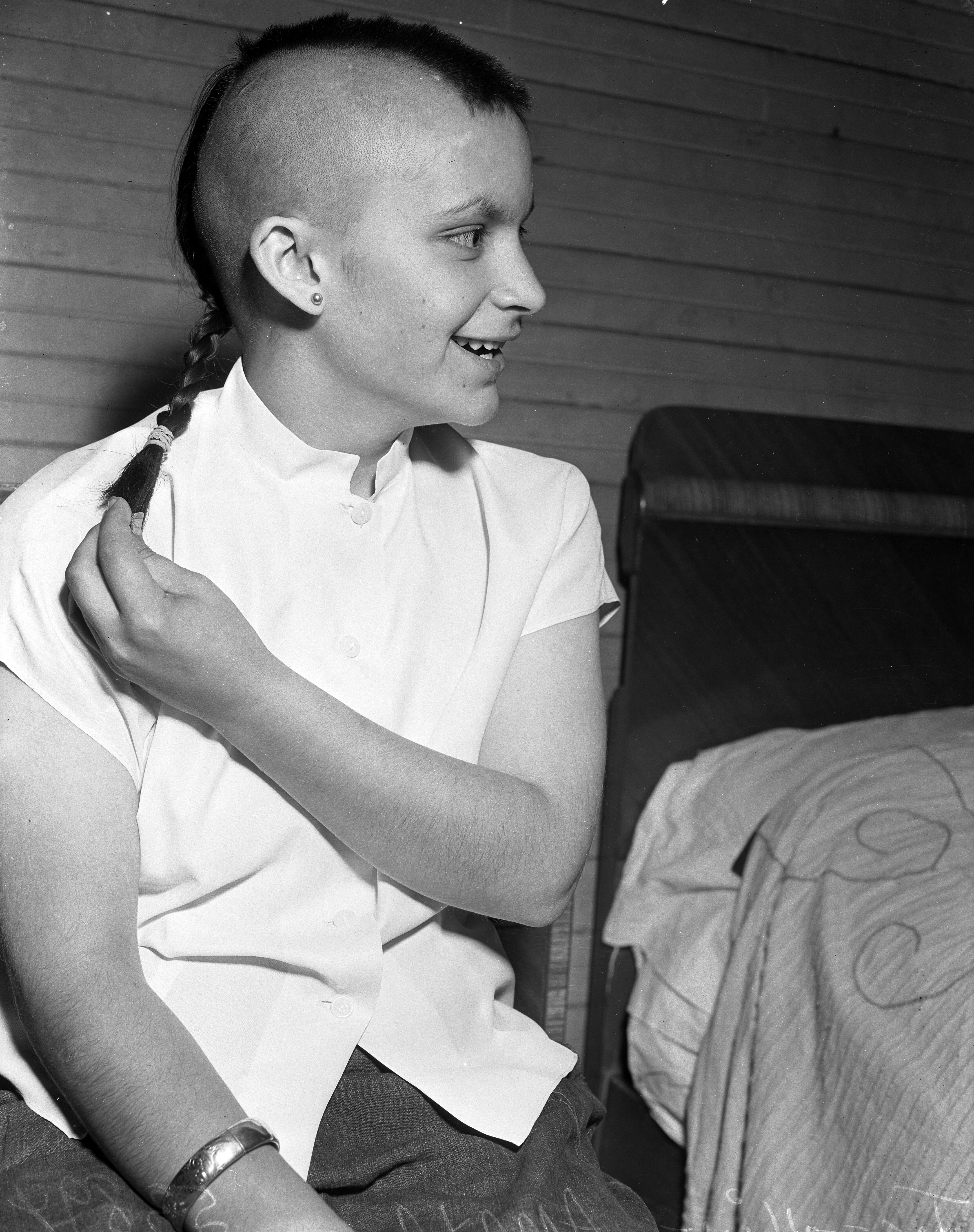
1951年のアメリカ人の少女
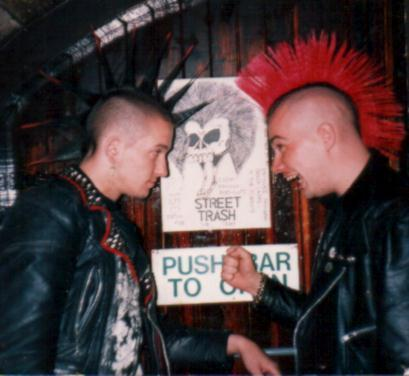
イギリスのパンク風モヒカン

## モヒカンの変形バージョン

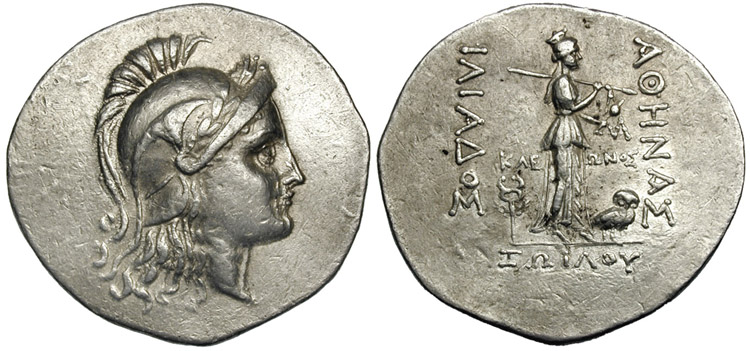
トロイの兜（紀元前165-150のコインのデザイン）

- 逆モヒカン - サイドではなくトップを刈り上げる、モヒカンの逆バージョン。
- fauxhawk - サイドを剃らずにトップを逆立てるバージョン[3]。
- ソフトモヒカン - トップを盛り上げてモヒカンのような形にするバージョン。サイドは剃る必要はない。
- トロージャン - トロイの兵士の兜の飾りのような髪型。トップからバックにかけてトサカが短くなっていく。
- バイホーク／トリホーク - モヒカンのトサカを2本・3本と作る髪型
- 横モヒカン - モヒカンのトサカを左耳から右耳にかけて横方向に作る髪型

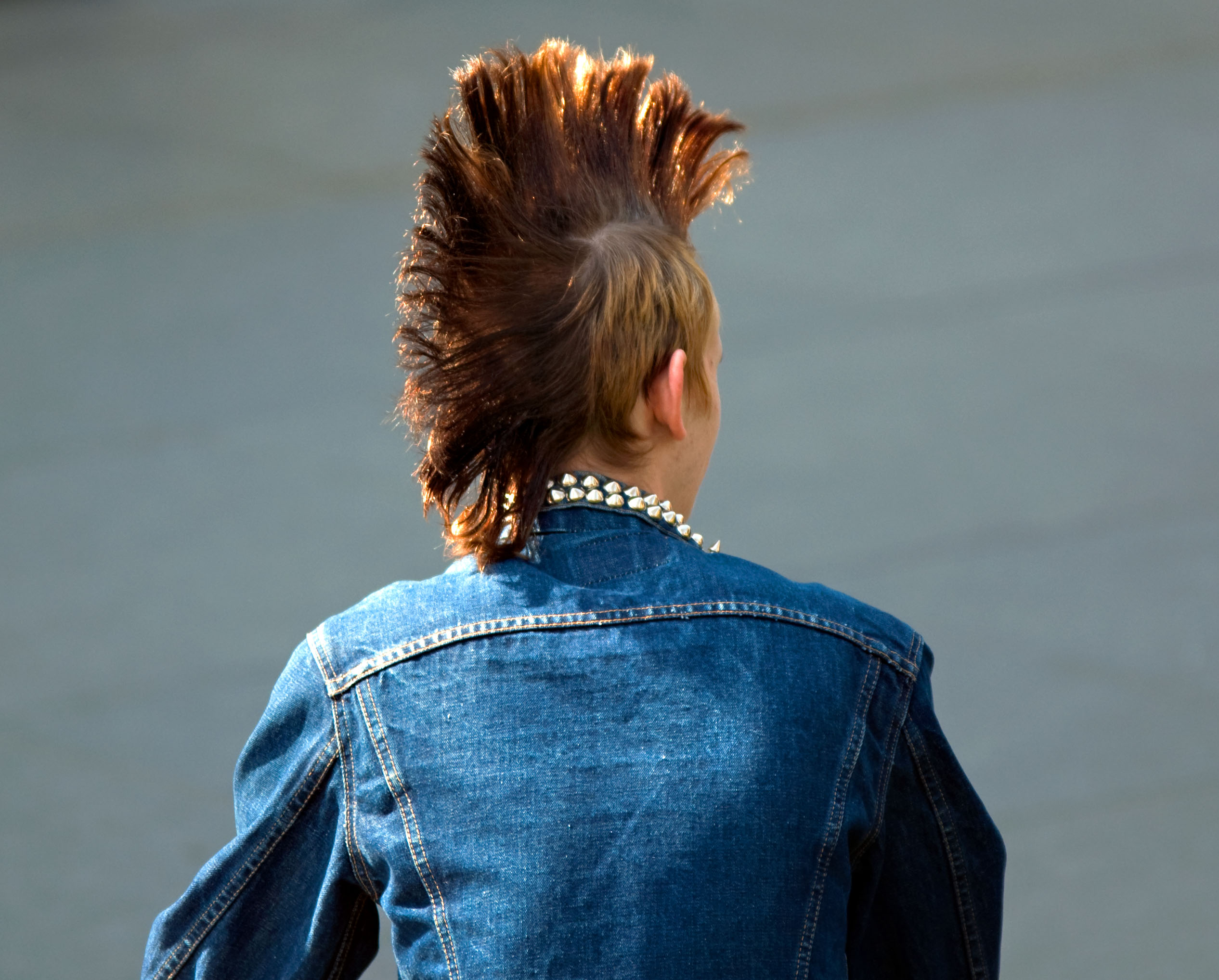
fauxhawkのイギリス人男性

## モヒカンの有名人
パンク以外のモヒカン
クローニーカバンマン - 紀元前のアイルランドの人物。2003年に発見された遺体は、整髪料でモヒカンのように髪を逆立てている状態で見つかった。戦闘時に相手を威嚇するための髪型だったと言われている。
篠原有司男 - 1958年に日本で初めて確認できるモヒカン刈りにしている。
ソニー・ロリンズ - アメリカのジャズミュージシャン。1960年代にパンク以前のモヒカンスタイル（サイドを剃ってトップを残すだけのモヒカン）だった。映画タクシードライバー中のロバート・デ・ニーロや、ミスター・Tも同様のヘアスタイルをしている。
パンク・スタイルのモヒカン
コリン・"ジョック”ブリス (Colin "Jock" Blyth) - イギリスのバンドG.B.H.のギタリスト。1980年代初頭から赤や青のパンク風モヒカンだった。
ワッティー・バカン (en) - イギリスのバンド、エクスプロイテッドのボーカル。1980年代初頭から赤のパンク風モヒカンだった。
ジーン・ボーヴァー (ジャン・ボーヴォワール、en) - アメリカの黒人ロックミュージシャン。1980年代からヘアメタル風のボリュームのある金髪モヒカンがトレードマーク。
ヴァーノン・ウェルズ - 1981年のオーストラリアの映画マッドマックス2にて赤のモヒカン刈りの悪役ウェズを演じた。これに影響を受けた漫画、北斗の拳の敵キャラもモヒカン刈りの者が多い。
PATA - 日本のバンドX JAPANのギタリスト。1989年のデビュー当初、赤のモヒカン刈りだった。
カジュアリティーズ (en) - アメリカのバンド。1990年代より赤・青・緑・黄色など様々な色のモヒカンにしている。
P!NK - アメリカのR＆Bミュージシャン。2004年にピンク色のモヒカンにしている。
トラヴィス・バーカー - アメリカのバンド、ブリンク 182のドラマー。2000年代にモヒカン刈りだった。
大槻ケンヂ - 日本のミュージシャン。2006年よりグレーのモヒカン刈りにした。
ボバック・ファードーシ (en) - マーズ・サイエンス・ラボラトリーの管制室の職員。2012年に、赤と黒のモヒカン刈りに黄色の星を配して、インターネット上で瞬く間に注目を集めた。
逆モヒカン
ピエロのボゾ (en) - 真っ赤な逆モヒカン風の不気味なピエロ。
スー・キャットウーマン (en) - 1970年代後半のロンドンにおける初期パンクファッションの開拓者の一人。
キース・フリント (en) - イギリスのバンド、プロディジーのシンガー兼ダンサー。緑の逆モヒカンがトレードマーク。
南部虎弾 - 日本のパフォーマー集団、電撃ネットワークのメンバー。
ソフトモヒカン
デヴィッド・ベッカム - イングランドのサッカー選手。2002年にソフトモヒカンの髪形であったことから、一躍人気となった。
戸田和幸 - 日本のサッカー選手。赤のソフトモヒカンだった時期がある。
漫画やコミックのキャラクター
ヨンドゥ (en) - 青い肌に赤いモヒカンのガーディアンズ・オブ・ザ・ギャラクシーのキャラクター。
Noah Perricone - 1970年のコミックen:Zodiac (comics)の魚座のキャラクター。
ストーム - X-MENのキャラクター。1983年にパンクブームを受けモヒカン刈りとなった。
ザンギエフ - ストリートファイターシリーズのソ連代表のキャラクター
その他
Joe Aylward - 1996年に世界で初めて多数の釘を頭皮に埋め込んで「メタルモヒカン」にした人物。約10年後に除去手術を行っている。施術者は身体改造外科で有名なスティーブ・ハワース (en)。